# نقل أقصى
نقل أقصى أو حد النقل الأقصى (بالإنجليزية: Transport maximum or Tm or Tmax)‏ في علم وظائف الأعضاء يشير إلى النقطة التي لا تؤدي فيها الزيادة في تركيز المادة إلى الزيادة في حركتها عبر غشاء الخلية.
في فسيولوجيا الكلية غالبا ما يناقش النقل الأقصى في سياق الجلوكوز وحمض شبه امينوهبيوريك، بالنسبة لكل المواد يمكن تحديد الكمية التي تفرغ بالمعادلة التالية:
- إفراغ (إخراج) = (الترشيح + إفراز) - إعادة الامتصاص

## روابط خارجية
- overview at kumc.edu